# Gritschen (Samerberg)

Weiler Gritschen, aus östlicher Richtung gesehen, an der vom Weiler Brennbichl kommenden (von rechts im Bild) und am benachbarten Weiler Gerstland endenden Stichstraße, die vom Weiler Mühlthal aus hinauf zum Heuberg-Gebiet führt, im Hintergrund der nordöstlich von Nußdorf am Inn gelegene Sulzberg (Aufnahme 2020)

Gritschen ist ein Gemeindeteil von Samerberg im Landkreis Rosenheim, Regierungsbezirk Oberbayern auf der Gemarkung Roßholzen.

## Geographische Lage
Die Gemeindeteile von Samerberg liegen östlich des Inns räumlich verstreut auf einem etwa sieben Kilometer langen hügeligen Hochplateau in ca. 600 bis 750 m Höhe ü. NHN zwischen Nußdorf im Inntal im Südwesten und Frasdorf an der Autobahn A 8 München–Salzburg im Nordosten. Die Einzelsiedlung Gritschen bei Roßholzen befindet sich am südlichen Rand des Wohngebiets Samerberg auf einer Anhöhe am nördlichen Fuß des Heubergs an der Grenze zu Nußdorf, südwestlich von Grainbach und östlich von Nußdorf. Benachbart auf dem Gemeindegebiet von Nußdorf am Inn liegt der Weiler Gritschen (Nußdorf am Inn).

## Geschichte
An dem Ort befand sich sehr lange nur der  Einödhof Gritschen, auf dem seit Jahrhunderten Landwirtschaft betrieben wurde. Gritschen hat heute (2020) zwei Wohngebäude.
Der Ort gehörte früher zur politischen Gemeinde Roßholzen. Im Jahr 1969 wurde in Roßholzen, Grainbach, Steinkirchen und Törwang eine Volksbefragung durchgeführt, um darüber zu entscheiden, ob die vier bis dahin eigenständigen Gemeinden zu einer einzigen Gemeinde mit Verwaltungssitz in Törwang vereinigt werden sollten. Es entschieden sich 88 % der Wähler für dieses Vorhaben, und am 1. Januar 1970 wurde die neue Gemeinde Samerberg durch die Zusammenlegung von Grainbach, Roßholzen, Steinkirchen und Törwang gebildet. Seither ist Gritschen ein Gemeindeteil von Samerberg.

### Demographie
| Jahr | Einwohnerzahl | Anmerkungen                                                                        |
| ---- | ------------- | ---------------------------------------------------------------------------------- |
| 1824 | 33            | fünf Familien, in vier Häusern, gezählt im Verwaltungsjahr 1823/24 des Isarkreises |
| 1861 | sechs         | drei Gebäude                                                                       |
| 1871 | fünf          | am 1. Dezember 1871, vier Gebäude                                                  |

## Verkehr
Die Einöde Gritschen ist die vorletzte Einzelsiedlung  am Ende einer befestigten gewundenen Stichstraße, die von der Landstraße abzweigt, die von dem Weiler Holzmann aus an der Gaststätte ‚Jägerhäusl‘ vorbei in südlicher Richtung zum Weiler Mühlthal und von dort aus nach Nußdorf am Inn führt. Die Abzweigung, die auf eine Anhöhe unterhalb des Heubergs führt, befindet sich an der Stelle des an der Straße liegenden kleinen Wasserkraftwerks mit Staubecken. Die betreffende Landstraße nach Nußdorf ist von Holzmann aus gesehen nach etwa einem Kilometer für den öffentlichen Kraftfahrzeugverkehr gesperrt. Die Stichstraße führt durch den  Weiler Brennbichl  und endet hinter Gritschen etwa 150 Meter weiter bergauf bei dem Weiler Gerstland. Die Entfernung talabwärts nach Roßholzen beträgt etwa fünf Straßenkilometer.

## Sehenswürdigkeiten
- Gritschen 1, ein Bauernhof mit Hofkapelle, Zuhaus, Brunnen mit Heiligenfigur, 19. Jahrhundert, denkmalgeschützt.
- Westlich von Gritschen befindet sich auf Nußdorfer Gemeindegebiet die Wallfahrtskapelle Mariä Heimsuchung (Spätbarock, 1720),[6] die über einen Fußweg erreicht werden kann.
- Über Gritschen führen vom Alpenverein empfohlene Wanderwege ins Heuberg-Gebiet sowie nach Duft und nach Nußdorf am Inn.

Gritschen 1
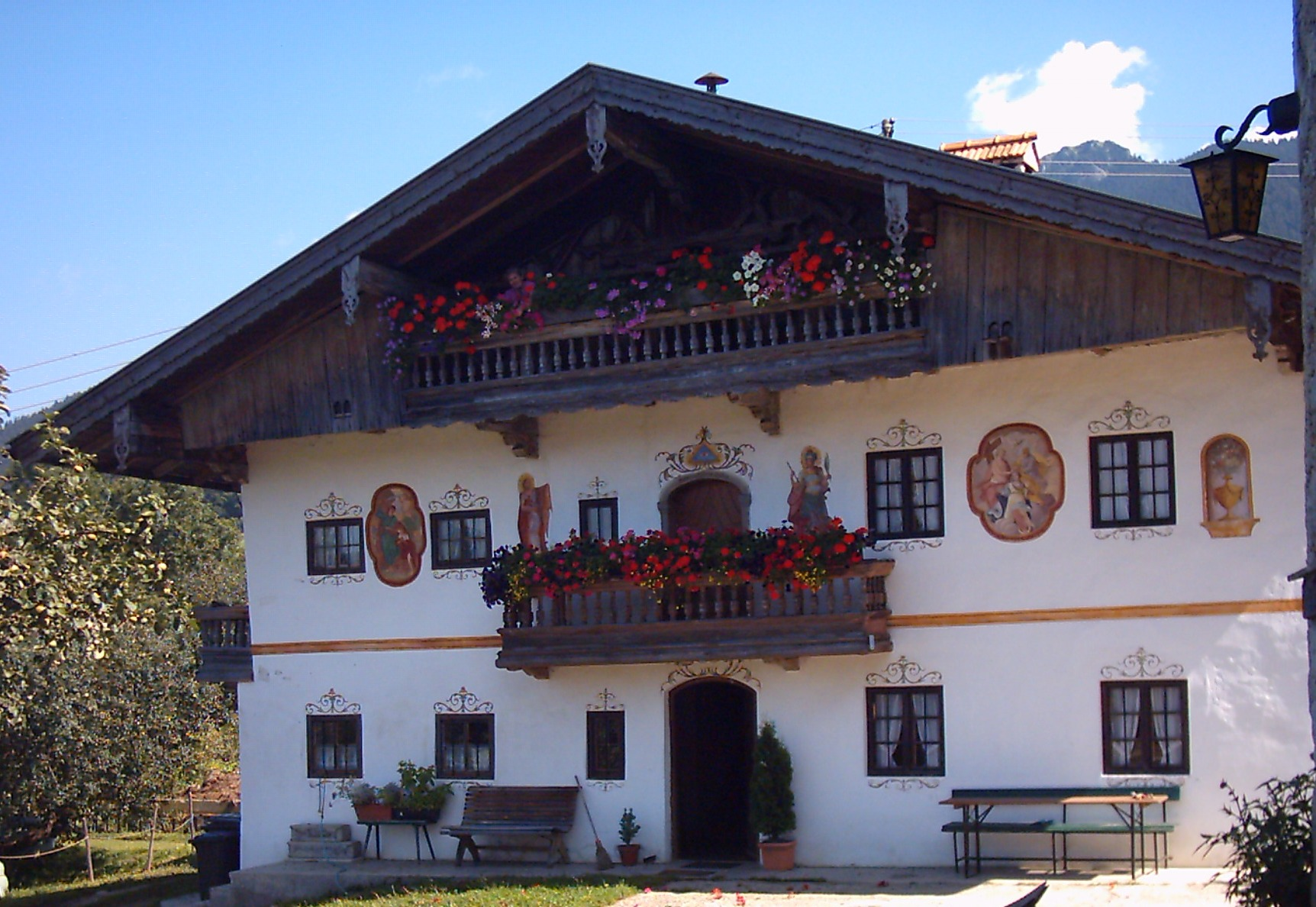
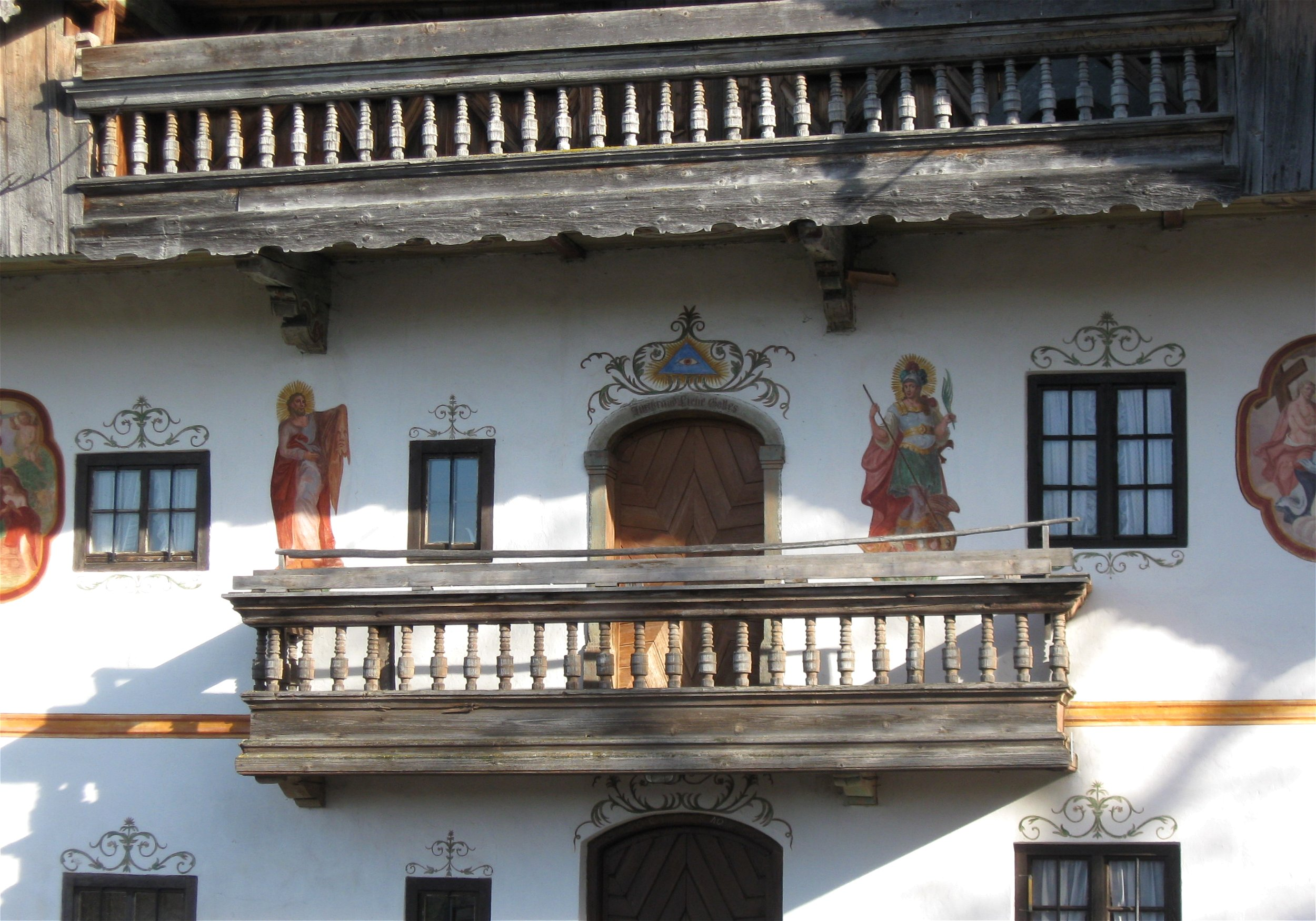
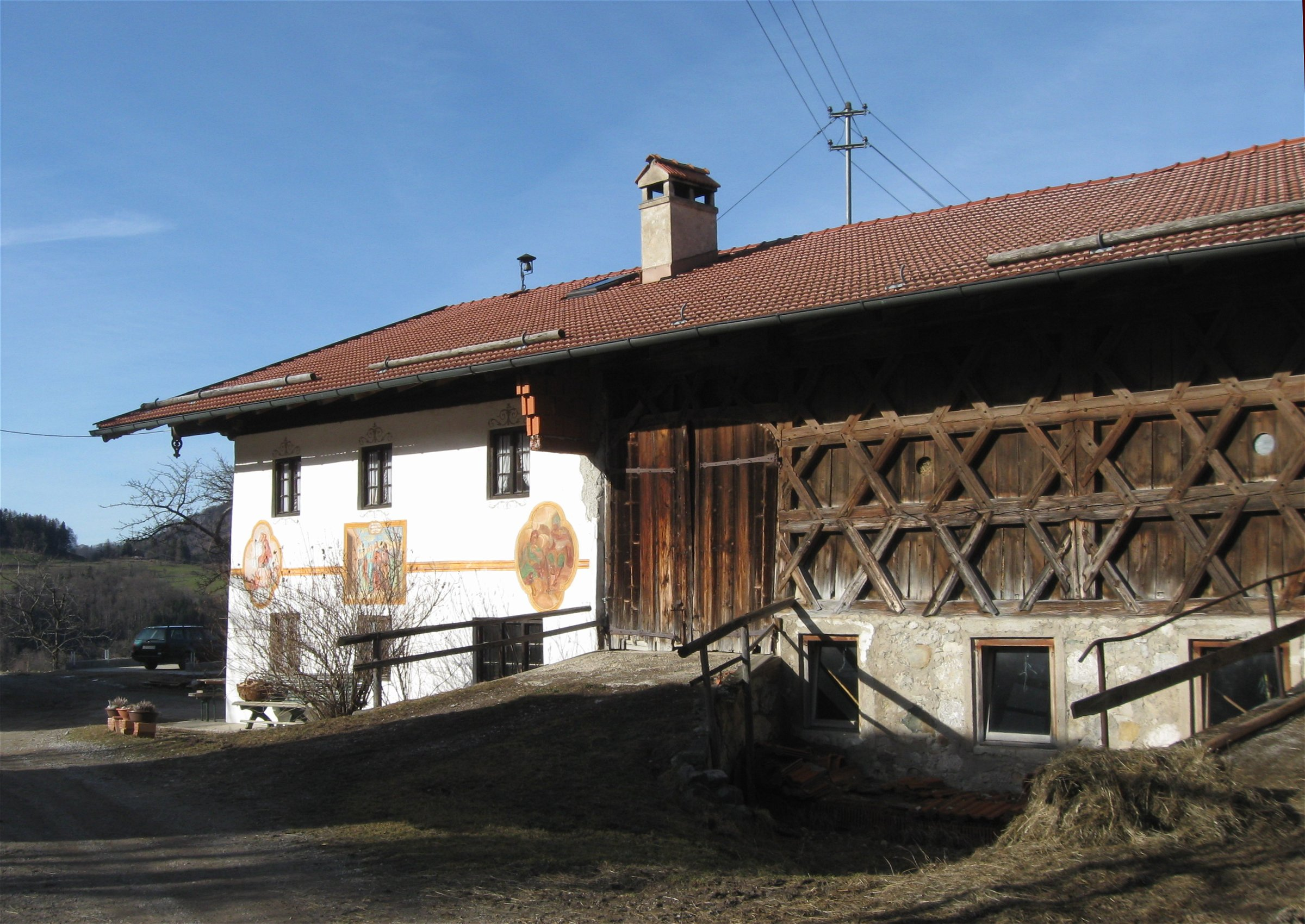
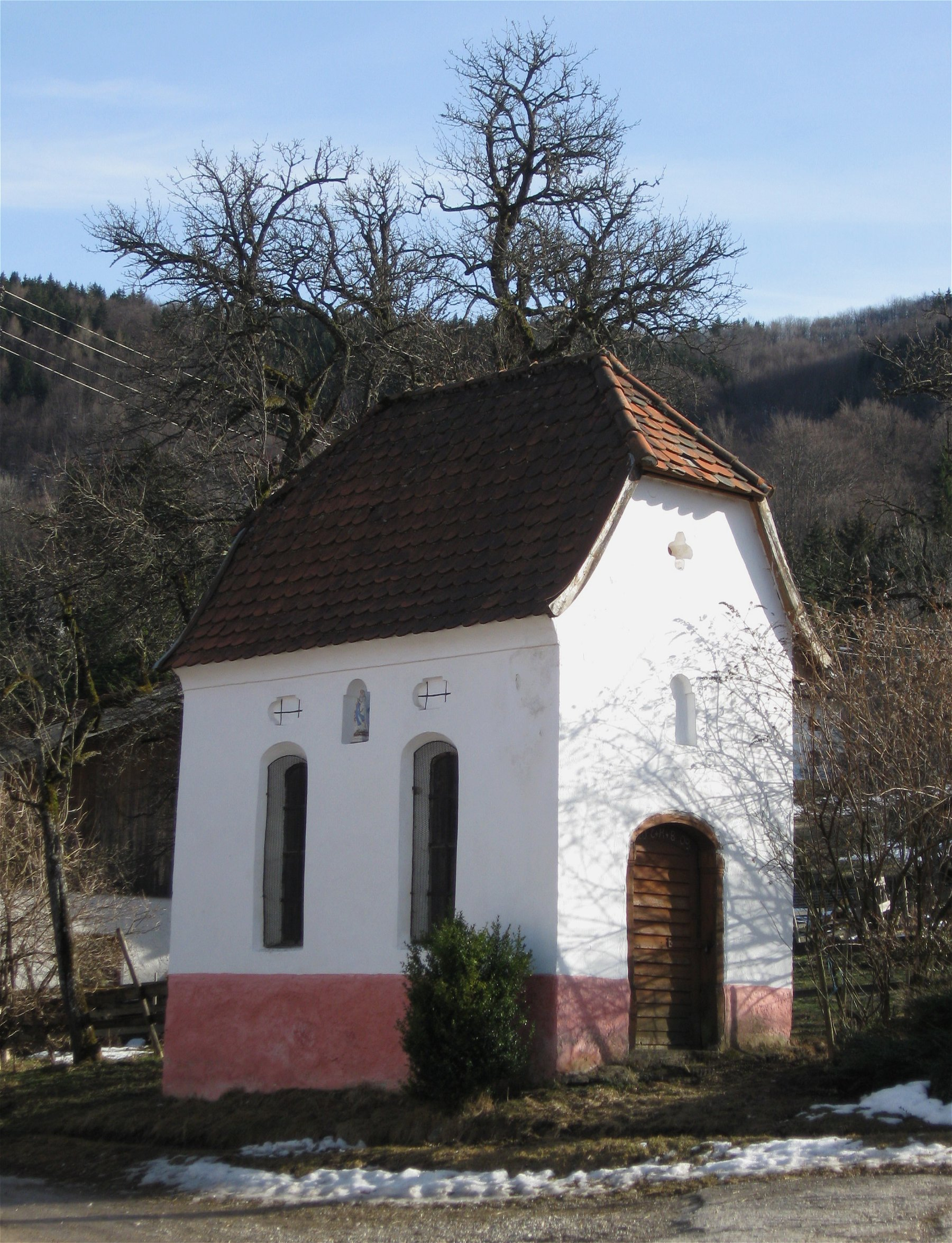
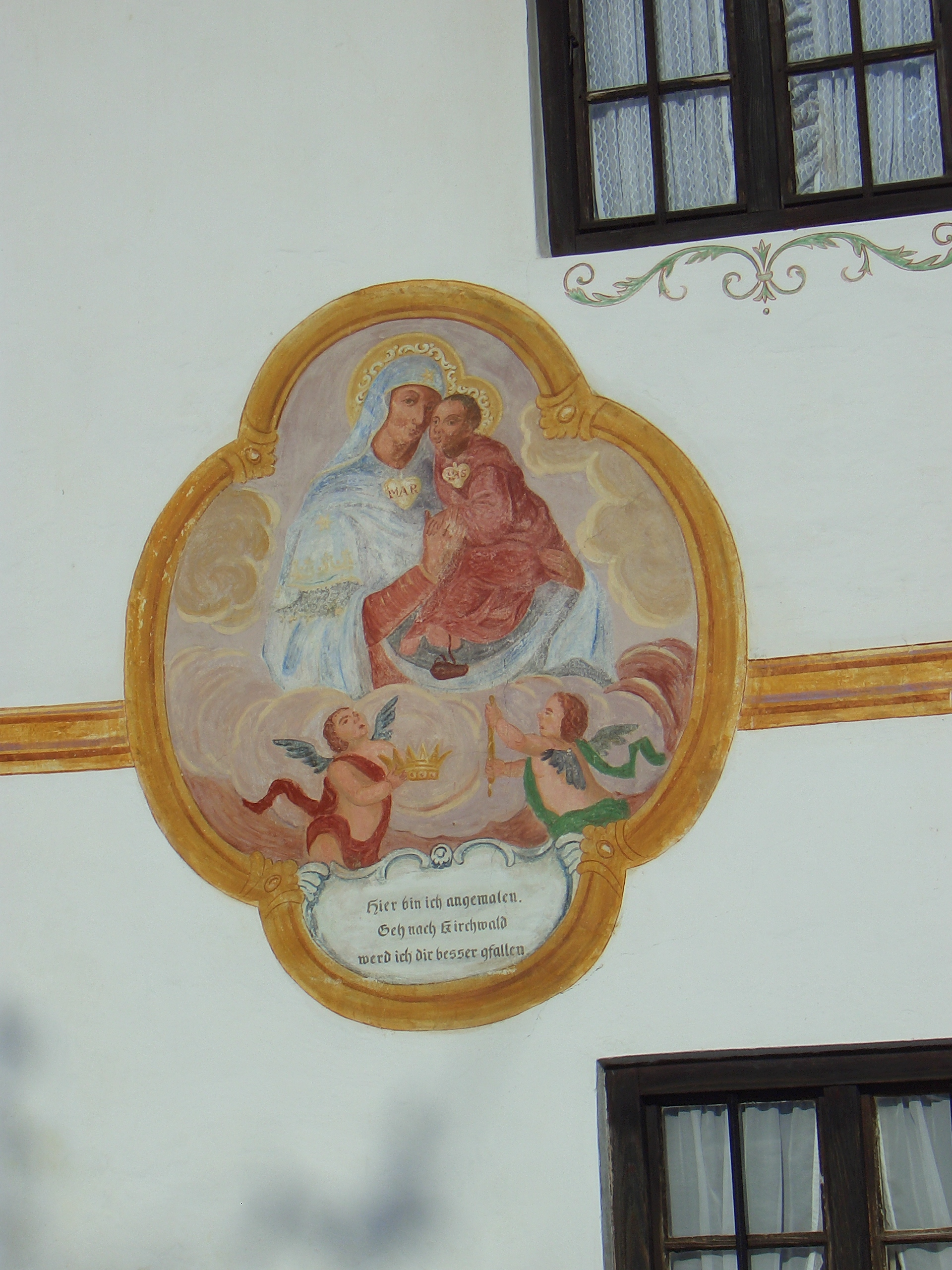